# 사슴 사냥
"사슴 사냥"은 1985년에 개봉한 대한민국의 영화이다.

## 캐스팅
- 나영희
- 유혜영
- 전무송
- 박원숙
- 민경
- 김주영
- 홍성민
- 김성수
- 강계식
- 최성관
- 유명순
- 이석구
- 강희주
- 김애라